# 1907 dans le catholicisme
Chronologie du catholicisme
- 1903
- 1904
- 1905
- 1906
- 1907
- 1908
- 1909
- 1910
- 1911

Cet article présente les faits marquants de l'année 1907 dans le catholicisme.

## Évènements
- 2 janvier : En France, loi concernant l'exercice public des cultes[1].
- 6 janvier : Une fois encore, encyclique du pape Pie X sur la Séparation de l'Église et de l'État en France condamnant la déclaration annuelle prescrite pour les réunions du culte[2].
- 15 avril : Création de 5 cardinaux par Pie X
- 6 au 11 août : Congrès eucharistique international à Metz.
- 8 septembre : Pascendi Dominici gregis, encyclique de Pie X contre les erreurs du modernisme.
- 16 décembre : Création de 7 cardinaux par Pie X
- 22 décembre : Giacomo della Chiesa, futur pape Benoît XV est consacré archevêque de Bologne.

## Naissances
- 20 janvier : Bienheureux Casimir Grelewski, prêtre et martyr polonais du nazisme († 9 janvier 1942)
- 28 janvier : André Charles de la Brousse, prélat français, évêque de Dijon († 7 mars 1985)
- 14 février : Xavier Morilleau, prélat français, évêque de La Rochelle puis évêque titulaire de Colonia-en-Cappadoce (de), précédemment évêque titulaire d'Ancusa (de) († 25 juin 1996)
- 17 février : 
  - Bienheureux Gérard Hirschfelder, prêtre, opposant au nazisme et martyr allemand († 1er août 1942)
  - Joseph de Tinguy, prêtre et poète français († 31 juillet 2005)
- 25 février : Giuseppe Paupini, cardinal italien de la Curie, diplomate du Saint-Siège et archevêque titulaire de Sébastopolis-en-Abasgia (de) († 18 juillet 1992)
- 10 mars : Robert de Provenchères, prélat français, premier évêque de Créteil († 16 mars 1992)
- 22 mars : Lucie dos Santos religieuse carmélite portugaise, témoin des apparitions mariales de Fátima, vénérable († 13 février 2005)
- 15 avril : Henri Stéphane, prêtre, enseignant et auteur français († 19 février 1985)
- 22 avril : Petrus Canisius van Lierde, prélat néerlandais, vicaire général de la Cité du Vatican et évêque titulaire de Porphyreon (de) († 12 mars 1995)
- 27 avril : Octavio Nicolas Derisi, prélat, philosophe et universitaire argentin, évêque auxiliaire de La Plata et évêque titulaire de Rhasus (de) († 22 octobre 2002)
- 14 mai : Vicente Enrique y Tarancón, cardinal espagnol, archevêque de Madrid († 28 novembre 1994)
- 15 mai : Raimondo Viale, prêtre et résistant italien, Juste parmi les nations († 25 septembre 1984)
- 20 mai : Bienheureux Franz Jägerstätter, objecteur de conscience, résistant au nazisme et martyr autrichien († 9 août 1943)
- 22 mai : Jean-Marie Maury, prélat français, diplomate du Saint-Siège et évêque titulaire d'Elis (de) puis archevêque titulaire de Laodicée-en-Phrygie (de), puis archevêque de Reims († 5 janvier 1994)
- 23 mai : Adrien Gand, prélat français, évêque de Lille († 28 octobre 1990)
- 27 mai : Giuseppe Maria Sensi, cardinal italien, diplomate du Saint-Siège et archevêque titulaire de Sardes (de) († 26 juillet 2001)
- 3 juin : Alfredo Méndez-Gonzalez, prélat américain, évêque d'Arecibo († 29 janvier 1995)
- 6 juin : Bienheureux Odoardo Focherini, entrepreneur, intellectuel, Juste parmi les nations et martyr italien du nazisme († 27 décembre 1944)
- 24 juin : Pierre Dabosville, prêtre oratorien et pédagogue français, engagé dans la dialogue judéo-chrétien († 5 décembre 1976)
- 26 juin : Owen McCann, premier cardinal sud-africain, archevêque du Cap († 26 mars 1994)
- 13 août : Jean Bernard, prêtre luxembourgeois déporté à Dachau († 1er septembre 1994)
- 29 août : Aimé-Pierre Frutaz, prêtre et archéologue italien († 8 novembre 1980)
- 20 septembre : Antoine Khoraiche, cardinal libanais, patriarche maronite d'Antioche, précédemment évêque titulaire de Tarse des Maronites (de) puis évêque maronite de Sidon († 19 août 1994)
- 27 septembre : Raúl Silva Henríquez, cardinal chilien, archevêque de Santiago († 9 avril 1999)
- 10 octobre : Joseph Cucherousset, prélat et missionnaire français, archevêque de Bangui († 16 septembre 1970)
- 15 octobre : John Francis Dearden, cardinal américain, archevêque de Détroit († 1er août 1988)
- 19 novembre : James Darcy Freeman, cardinal australien, archevêque de Sydney († 16 mars 1991)
- 4 décembre : Bienheureux Ioan Suciu, prélat gréco-catholique roumain, administrateur apostolique de Făgăraş et Alba Iulia, martyr du communisme († 27 juin 1953)
- 13 décembre : Bienheureux Ladislas Findysz, prêtre et martyr polonais du communisme († 21 août 1964)
- 16 décembre : Bienheureux Gabriel Allegra, prêtre franciscain, bibliste et missionnaire italien en Chine († 26 janvier 1976)
- 24 décembre : John Cody, cardinal américain, archevêque de Chicago († 25 avril 1982)
- 29 décembre : Léon Leloir, prêtre, missionnaire, théologien, écrivain et résistant belge († 29 septembre 1945)

## Décès
- 23 janvier : Anatole-Joseph Toulotte, prélat, explorateur et missionnaire français, vicaire apostolique du Sahara et du Soudan et évêque titulaire de Thagaste (de) (° 7 janvier 1852)
- 4 février : Arnaud Ferrand, prêtre, enseignant et poète français (° 20 avril 1849)
- 20 février : Pierre-Eugène Rougerie, prélat français, évêque de Pamiers (° 25 janvier 1832)
- 21 février : 
  - Edward Fitzgerald, prélat irlando-américain, évêque de Little Rock (° 28 octobre 1833)
  - Jacques Monsabré, prêtre dominicain et prédicateur français (° 10 décembre 1827)
- 13 mars : Émile-Christophe Énard, prélat français, archevêque d'Auch (° 15 juin 1839)
- 29 mars : Luigi Macchi, cardinal italien de la Curie (° 3 mars 1832)
- 14 juin : Adolf Daens, prêtre et homme politique belge (° 18 décembre 1839)
- 20 juin : Charles-Célestin Maondé, prêtre congolais, premier prêtre noir du vicariat apostolique de Loango (° 1867)
- 30 juillet : Thomas Joseph Lamy, prêtre, bibliste et orientaliste belge (° 27 janvier 1827)
- 5 août : Gustave de Pélacot, prélat français, archevêque de Chambéry (° 14 juin 1840)
- 10 août : Domenico Svampa, cardinal italien, archevêque de Bologne (° 13 juin 1851)
- 17 août : Jules Pargoire, prêtre assomptionniste et historien français (° 8 septembre 1872)
- 24 août : Emidio Taliani, cardinal italien, diplomate du Saint-Siège et archevêque titulaire de Sébaste (de) (° 19 avril 1838)
- 30 août : John Joseph Williams, prélat américain, premier archevêque de Boston, précédemment évêque titulaire de Tripoli-en-Phénicie (° 27 août 1822)
- 20 septembre : Emmanuel Canappe, prélat français, évêque de Guadeloupe (° 25 juillet 1849)
- 15 octobre : Andreas Steinhuber, cardinal allemand de la Curie (° 11 novembre 1824)
- 21 octobre : Jules Chevalier, prêtre français, fondateur des Missionnaires du Sacré-Cœur de Jésus et des Filles de Notre-Dame du Sacré-Cœur (° 15 mars 1824)
- 15 novembre : Saint Raphaël Kalinowski, prêtre polonais, commandant de l'insurrection polonaise (° 1er septembre 1835)
- 22 novembre : Augustin Berthe, prêtre, missionnaire et prédicateur français (° 15 août 1830)